# Gyrinus convexiusculus
Gyrinus convexiusculus là một loài bọ cánh cứng trong họ van Gyrinidae. Loài này được Macleay miêu tả khoa học năm 1871.